# Дем'яхи (Псковська область)
Дем'яхи (рос. Демяхи) — присілок в Новосокольницькому районі Псковської області Російської Федерації.
Населення становить 13 осіб. Входить до складу муніципального утворення Пригородная волость.

## Історія
Від 2015 року входить до складу муніципального утворення Пригородная волость.

## Населення
| 2001 | 2002 | 2010 |
| ---- | ---- | ---- |
| 20   | ↗29  | ↘13  |